# Џонсонвил (Илиноис)
Џонсонвил (енгл. Johnsonville) град је у америчкој савезној држави Илиноис.

## Демографија
По попису из 2010. године број становника је 77, што је 8 (11,6%) становника више него 2000. године.
| Група             | 2000.       | 2010.      |
| Белци             | 69 (100,0%) | 68 (88,3%) |
| Афроамериканци    | 0 (0,0%)    | 0 (0,0%)   |
| Азијати           | 0 (0,0%)    | 2 (2,6%)   |
| Хиспаноамериканци | 0 (0,0%)    | 2 (2,6%)   |
| Укупно            | 69          | 77         |